# آنئی
آنئی (به ژاپنی: 安永 An'ei) نام عصر ژاپنی در دوره ادو بود. این دوره بعد از میوا و قبل از تنمی بود. این دوره از نوامبر ۱۷۷۲ تا مارس ۱۷۸۱ میلادی ادامه داشت. در این دوره امپراتور گو-موموزونو و امپراتور کوکاکو امپراتور ژاپن بودند.